# Batman Returns (jogo eletrônico)
Batman Returns é um jogo de videogame de ação-aventura, desenvolvido por diversas empresas desenvolvedora de jogos eletrônicos, entre 1992 e 1994, e baseado no filme homônimo de 1992.

## Versão SNES
A versão para Super Nintendo é, provavelmente, a mais conhecida. Foi lançada em 1993 e possui jogabilidade e gráficos similares aos de Final Fight. Tem a jogabilidade fácil, sendo o jogo em "Beat'm Up!".
O enredo do jogo se desenvolve através de sete cenários do filme. Vários membros a Gangue do Circo Triângulo Vermelho atacam Batman durante o jogo. Batman conta com vários dispositivos para atingir seus oponentes, inclusive o batarang (bumerangue). Na quinta fase, Batman dirige seu Batmóvel, equipado com metralhadora, e persegue ciclistas e vans contendo integrantes da gangue pesadamente armados.
A trilha sonora foi adaptada da trilha composta por Danny Elfman para o filme. O jogo recebeu o prêmio de Melhor Jogo Licenciado de 1992 pela revista Electronic Gaming Monthly.

## Versão NES
A Versão para NES também é da categoria "Beat'em Up!" tendo uma jogabilidade mais parecida com os jogos da série Double Dragon. O jogador tem somente uma barra de vida, essa que pode ser recuperada com "corações" ou Health Packs.
Ele Possui o sistema de Password.
O Jogo Possui duas fases especiais sendo elas em estilo corrida, em que o jogador controla o Batmóvel e o Batskiboat.